# Matriarcat

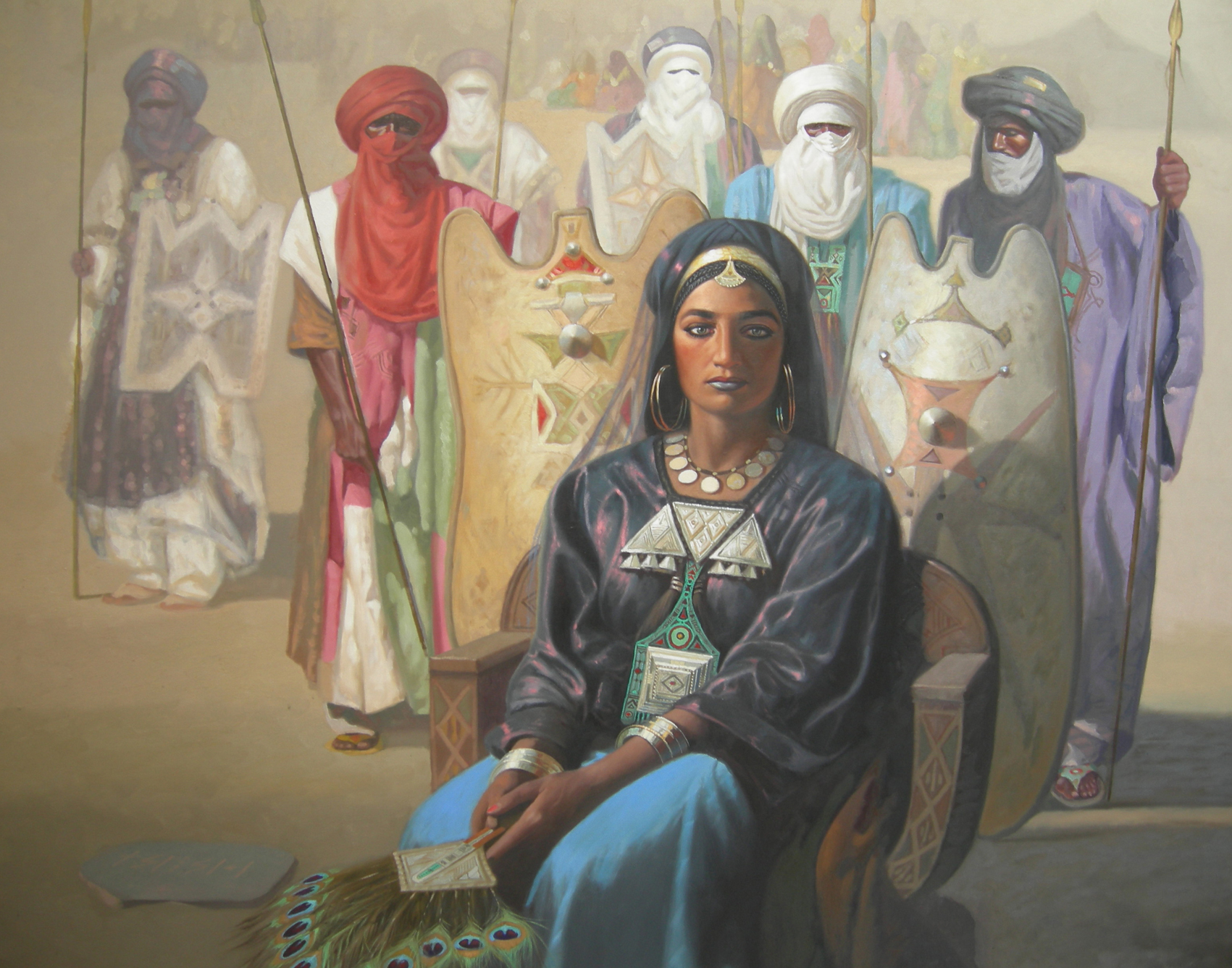
La comunitat tuareg és un exemple de societat que reflecteix tendències matriarcals

El matriarcat és el terme antropològic utilitzat per a definir la condició social en què les mares tenen autoritat suprema en llurs famílies, en què els membres femenins de la societat predominen en les posicions de poder i en què la posició de més poder serà ocupada per una dona. El terme "ginecocràcia" s'utilitza per a referir-se específicament al govern de les dones. El terme oposat és el patriarcat.
No hi ha evidència de societats en què existís una distribució desigual del poder entre homes i dones, i que aquestes tingueren preeminència sobre els homes; al contrari del que succeeix en el patriarcat, on els homes són els que posseeixen preeminència respecte de les dones. Les societats realment existents on les dones tenen un lloc diferent al patriarcal s'anomenen matrilineals, matrilocals o matrifocals.
- El matriarcat difereix del matrilinealisme en què els fills s'identifiquen culturalment amb llur mare i no pas amb llur pare, i les aliances familiars i tribals es formen a partir dels llinatges de sang de les dones. Per exemple, en la tradició de l'halacà jueva, una persona que neix d'una mare jueva és considerada automàticament jueva; el judaisme, per tant, es transmet de la mare cap al fill.

- El matriarcat també difereix del matrilocalisme, un terme que els antropòlegs sovint utilitzen per a descriure les societats en què l'autoritat de les mares és prominent en les relacions domèstiques i en què els marits s'uneixen a la família de llurs mullers en comptes que aquesta s'uneixi a la tribu o la família del marit.

El matriarcat és una combinació d'aquests factors i pot incloure el matrilinealisme i el matrilocalisme. La característica més important del matriarcat és que les dones es fan càrrec de la distribució dels béns productius de la societat. Aquesta característica és molt més forta que la matrilinealitat i la matrilocalitat perquè dona a les dones una posició d'influència en les societats.

## Etimologia
Etimològicament, prové del llatí māter (genitiu mātris), "mare" i del grec ἄρχειν arkhein, "governar". La noció de matriarcat va ser definida per Joseph-François Lafitau (1681–1746), que el va anomenar per primer cop ginécocratie. ginécocratie, que significa "govern de dones", ha estat utilitzat des del segle xvii, la paraula grega γυναικοκρατία es troba utilitzada per Aristòtil i Plutarc.

## Mitologia

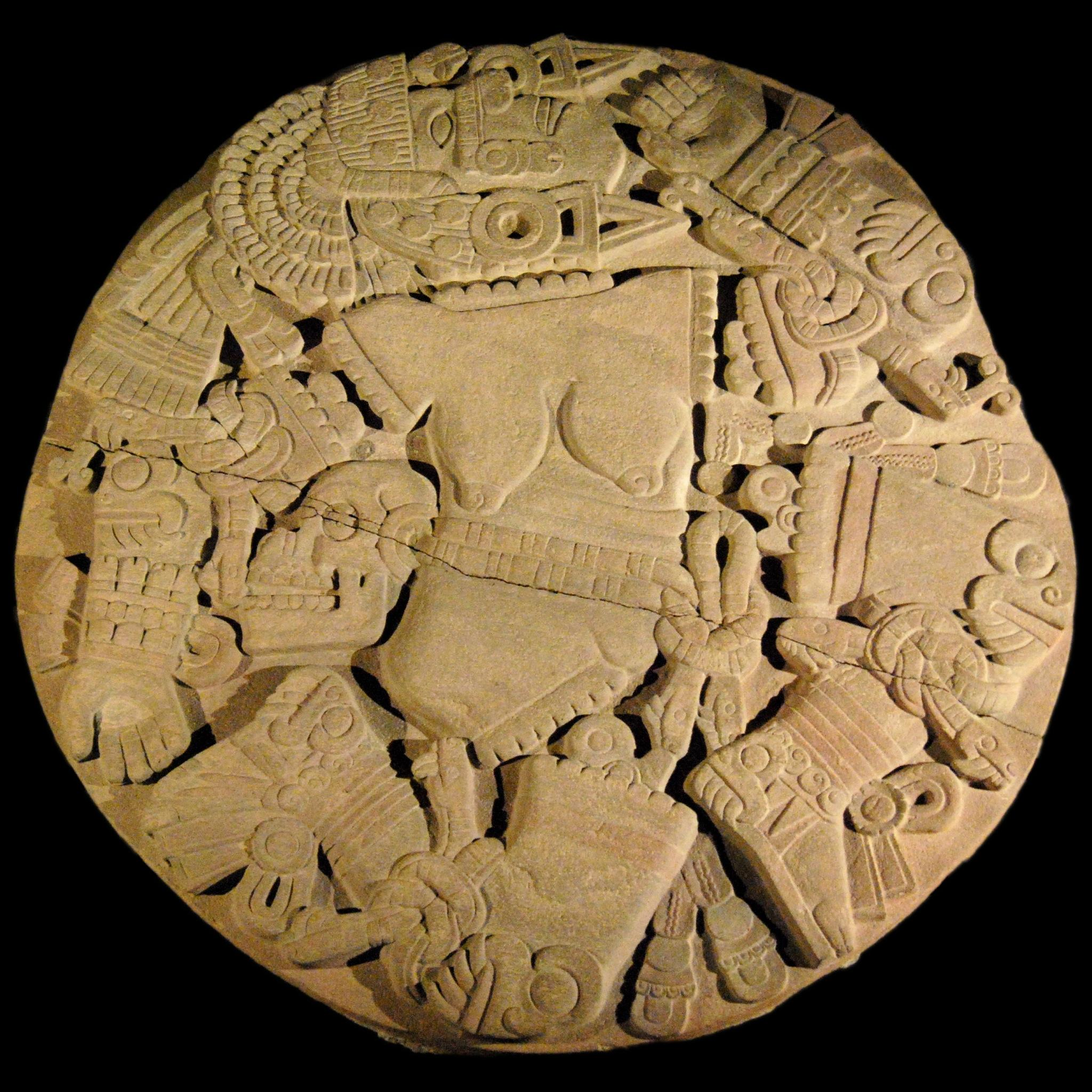
Disc de pedra gran que representa la vençuda deessa asteca Coyolxauhqui. El mite que envolta Coyolxauhqui i el seu germà Huitzilopochtli ha estat interpretat per algunes erudites feministes, com ara Cherríe Moraga, com una al·legoria per a un possible canvi de la vida real del matriarcat al patriarcat a la societat Mexica primerenca.

### Amazones
Un matriarcat llegendari relacionat per diversos escriptors va ser la societat de les Amazones. Segons Phyllis Chesler, «a les societats amazòniques, les dones eren (...) mares i les úniques líders polítiques i religioses de la seva societat», així com les úniques guerreres i caçadores; «les reines eren elegides» i pel que sembla «qualsevol dona podria aspirar i assolir la plena expressió humana.» Heròdot va informar que els sàrmates eren descendents de les amazones i escites, i que les seves femelles observaven els seus antics costums maternals, «freqüentment caçaven a cavall amb els seus marits; anaven a la guerra; i vestien el mateix vestit que els homes». A més, va dir Heròdot, «cap noia no es casaria fins que no hagués matat un home en batalla». Tot i que Estrabó era escèptic sobre la seva historicitat, les amazones van ser considerades històriques al llarg de l'Antiguitat tardana. Els autors medievals van continuar la tradició de localitzar les amazones al nord, Adam de Bremen situant-les al mar Bàltic i Paulus Diaconus al cor de Germània.

### Grècia
Robert Graves va suggerir que un mite va desplaçar mites anteriors que havien de canviar quan un canvi cultural important va portar el patriarcat a substituir un matriarcat.

### Mite i societat celtes
Segons Adler, «hi ha moltes proves de societats antigues on les dones tenien un poder més gran que en moltes societats actuals. Per exemple, els estudis de Jean Markale sobre les societats celtes mostren que el poder de les dones es reflectia no només en mites i llegendes, sinó també en codis legals relacionats amb el matrimoni, el divorci, la propietat i el dret a governar... tot i que això va ser enderrocat pel patriarcat».

### Mite i societat basca
La hipòtesi del matriarquisme basc o teoria del matriarquisme basc és una proposta teòrica llançada per Andrés Ortiz-Osés que sosté que l'existència d'una estructura psicosocial centrada o enfocada en l'arquetip matriarcal-femení (mare/dona, que es troba en l'arquetip de la gran mare basca Mari, el seu precipitat com a projecció de la Mare Terra/natura) que «impregna, coagula i uneix el grup social basc tradicional d'una manera diferent dels pobles patriarcals indoeuropeus».
Aquesta concepció matriarcal mítica correspon a la concepció dels bascos, clarament reflectida en la seva mitologia. La Terra és la mare del Sol i de la Lluna, en comparació amb les concepcions patriarcals indoeuropees, on el sol es reflecteix com un Déu, numen o esperit masculí. A aquestes dues germanes es dedicaven oracions i salutacions a l'alba i al capvespre, quan van tornar al si de la Mare Terra.
El filòsof Franz-Karl Mayr argumentava que el fons arquetípic de la mitologia basca s'havia d'inscriure en el context d'un paleolític dominat per la Gran Mare, en el qual el cicle de Mari (deessa) i les seves metamorfosis ofereixen tot un simbolisme típic del context matriarcal-naturalista. Segons l'arquetip de la Gran Mare, això acostuma a estar relacionat amb els cultes a la fertilitat, com en el cas de Mari, que és el determinant de la fertilitat-fecunditat, la fabricant de la pluja o la calamarsa, aquella de les forces tel·lúriques de la qual depenen els cultius, en l'espai i el temps, la vida i la mort, la sort (gràcia) i la desgràcia.

### Amèrica del Sud
Bamberger (1974) examina diversos mites matriarcals de les cultures sud-americanes i conclou que retratar les dones d'aquest període matriarcal com a immorals sovint serveix per frenar les dones contemporànies d'aquestes societats, proporcionant motius per a l'enderrocament del patriarcat.

## En altres animals

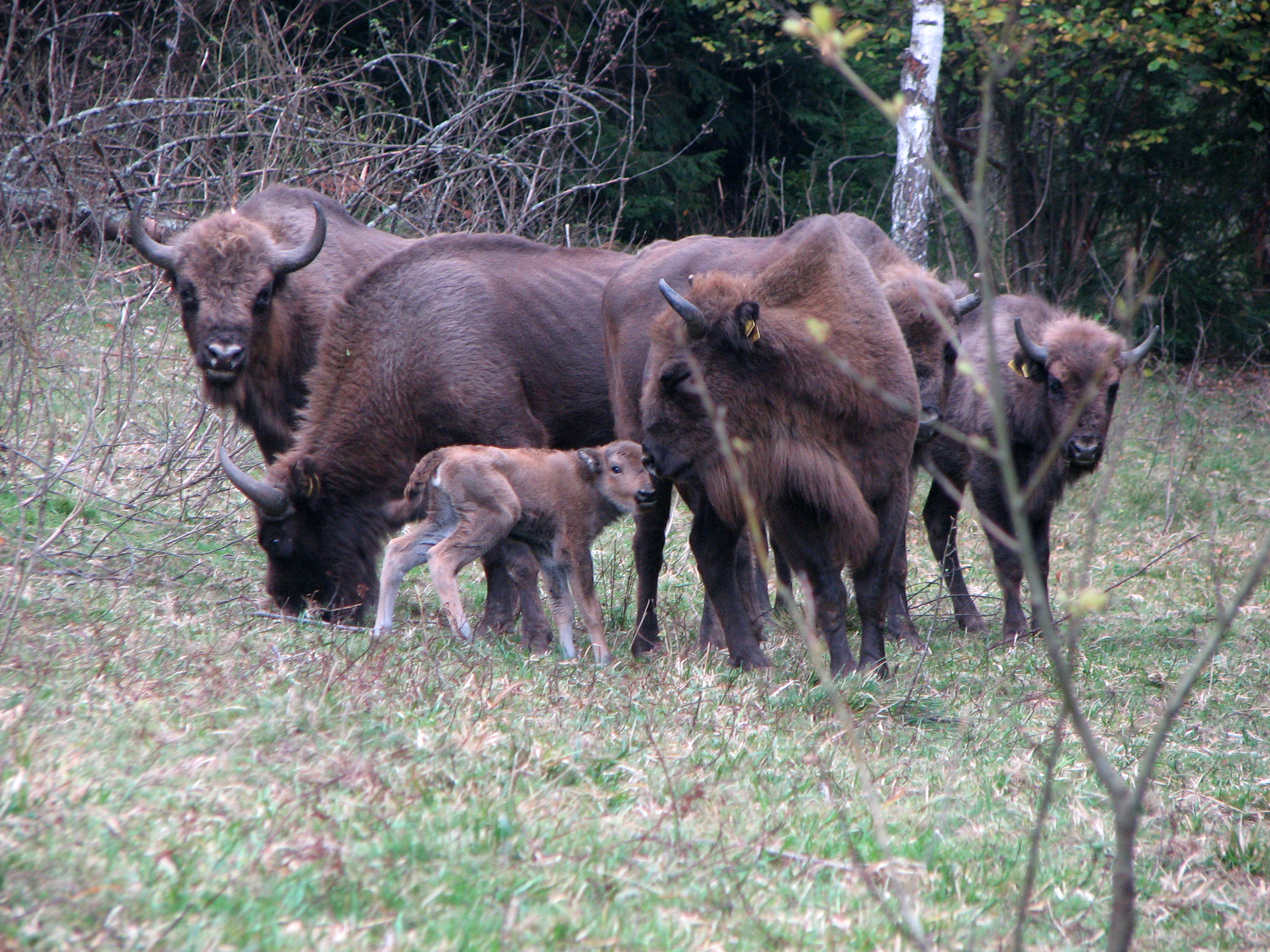
El bisó europeu ha estat descrit amb una estructura social com un matriarcat.

El matriarcat també pot referir-se a espècies animals no humanes en les quals les femelles ocupen un estatus més alt i posicions jeràrquiques, com ara entre les hienes tacades, els elefantss, lemurs, rates talp nues, i bonobos. Aquestes jerarquies animals no han estat substituïdes pel patriarcat. Els especialistes també han descrit l'estructura social dels ramats de bisons europeus com un matriarcat: les femelles del grup el dirigeixen a mesura que tot el ramat les segueix a les zones de pastura. Encara que més pesats i més grans que les femelles, els mascles més vells i poderosos del bisó europeu solen complir el paper de satèl·lits que es mouen per les vores del ramat. A part de la temporada d'aparellament, quan comencen a competir entre ells, els toros de bisó europeu tenen un paper més actiu en el ramat només quan apareix un perill per a la seguretat del grup. En els bonobos, fins i tot el mascle més alt de vegades s'enfronta a l'agressió de les femelles. Les femelles bonobos asseguren els privilegis d'alimentació i desprenen confiança social mentre que els mascles generalment s'amaguen al marge. Les úniques excepcions són els mascles amb mares influents, de manera que fins i tot el rang entre els mascles està molt influenciat per les femelles. Les femelles també inicien viatges en grup.